# Lepturges hylaeanus
Lepturges hylaeanus är en skalbaggsart som beskrevs av Monné 1978. Lepturges hylaeanus ingår i släktet Lepturges och familjen långhorningar. Inga underarter finns listade i Catalogue of Life.